# Brandon Wallace
Brandon Tavares Wallace (Statesboro, 14 marzo 1985) è un ex cestista statunitense, professionista nella NBDL, in Europa, Asia e Sudamerica.

## Palmarès
- 2 volte campione NIT (2005, 2006)